# 東京都立荏原看護専門学校
東京都立荏原看護専門学校（とうきょうとりつえばらせんもんがっこう）は、東京都大田区東雪谷にある、看護師を養成している公立の看護専門学校。同敷地内に東京都保健医療公社荏原病院がある。

## 概要
東京都立荏原看護専門学校は、保健婦助産婦看護婦法に基づく看護婦養成所として厚生大臣の指定を受け、併せて学校教育法第82条の2（現　第124条）の規定により専修学校として、東京都立看護専修学校条例（昭和52年条例第78号）により設置されている。

## 沿革
1970年（昭和45年）に「東京都立荏原高等看護学院」として設置され、1971年（昭和46年）4月に開校する。1976年（昭和51年）12月に学校教育法第82条の2の規定に基く専修学校に移行し、看護専門課程の看護学科（3年制課程）を設置する。
1977年（昭和52年）12月に現校名の「東京都立荏原看護専門学校」に改称する。
2015年（平成27年）3月、新校舎完成。
2017年（平成29年）3月、新体育館完成。

## 学校関係者

### 元教員
- 佐藤みつ子 - 山梨大学名誉教授
- 船越明子 - 神戸市看護大学教授（精神看護学分野）

## その他
1983年、TBS系で放送された「ふぞろいの林檎たち」で看護学生役の石原真理子、手塚理美が看護学生として勉強、実習しているシーンが撮影された看護学校であり、同敷地内にある東京都保健医療公社荏原病院（旧東京都立荏原病院）でも看護実習生として働く模様が撮影された。（番組設定上の仮名は東京都立雪谷看護専門学校）